# Церква святого Джеймса (Делі)
Церква Святого Джеймса (англ. St. James' Church) — християнська церква в Делі, збудована в 1836 році полковником Джеймсом Скіннером, одна з найстаріших церков міста і частина Делійської єпархії.
Церква розташована біля Кашмірської брами. Вона слугувала кафедральним собором віце-королівства до спорудження Кафедральної церкви Спасіння в 1931 році.
У дворі церкви поховані Джеймс Скіннер, британський намісник Делі Вільям Фрейжер і губернатор Індії Томас Меткалф.